# 阿梅代·蒂贝
阿梅代·蒂贝（法語：Amédée Thubé，1884年12月8日—1941年1月29日），法国男子帆船运动员。他曾代表法国参加1912年夏季奥林匹克运动会帆船比赛，获得一枚金牌。他于1941年在巴黎去世。